# Банда Сергея Устюжанина
Банда Сергея Устюжанина — небольшая организованная преступная группировка, действовавшая в 2000—2005 годах в Иркутске.

## Создание банды
Создателем банды был профессиональный преступник Сергей Устюжанин по прозвищу Устюг. В молодости он занимался кражами, был осуждён и отбывал наказания в местах заключения. Позже Устюжанин вступил в преступную группировку, возглавляемую иркутским криминальным авторитетом Серкиным. Эта группировка занималась крышеванием бизнесменов, работавщих в Ленинском районе Иркутска. В эту же ОПГ входили некие Маньковский и Ялтонский, но они занимали в группировке более высокое положение, чем  Устюжанин.
В конце 1990-х годов Серкин был убит. Новым лидером ОПГ стал Ялтонский по кличке Фриц. Маньковский же вышел из ОПГ и занялся незаконным бизнесом. Устюжанин к тому времени уже был достаточно влиятельным участником ОПГ. Он посчитал, что Маньковский, как и другие бизнесмены, обязан платить «дань» группировке, но Маньковский отказался. Кроме того, в сентябре 1999 в баре Маньковский оскорбил Устюжанина, после чего Устюжанин и его приближённые под каким-то предлогом заставили Маньковского поехать с ними на берег Ангары, где Устюг три раза выстрелил в голову Маньковскому. Бандиты затолкали тело в автомобиль и столкнули его в реку.
Весной 2000 года Устюг начал формировать свою собственную преступную группировку. К тому времени против Ялтонского было возбуждено уголовное дело, и он находился в СИЗО. Изначально в ОПГ Устюга вошли его «правая рука» Игорь Секлетин, Сергей Иванов и Бедукадзе по кличке Беда. Позже в группировку вошли Николай Рыбин и Эдуард Окладчик. Целью Устюжанина было установление контроля над территориями двух крупнейших районов Иркутска — Ново-Ленино и Иркутск-2. ОПГ отличалась стабильностью состава, хорошей вооружённостью, наличием специального денежного фонда из средств, добытых в результате преступной деятельности, высоким уровнем организованности, согласованностью действий, постоянством способов и мест совершения конкретных преступлений, их планированием и тщательной подготовкой, распределением ролей между участниками группировки.

## Деятельность банды
Группировка отличалась жестокостью. Так, в 2001 году Секлетина оскорбил один из его знакомых по фамилии Рыков. Устюжанин принял решение его убить. В апреле того же года бандиты похитили Рыкова, привезли его в частный дом,  убили и расчленили тело топорами и ножами. В июне 2002 года по приказу Устюга был убит Бедукадзе.  Он попал в поле зрения правоохранительных органов из-за совершённого им ДТП, и главарь ОПГ начал опасаться, что Беда на допросах может сказать слишком многое. В этом убийстве принимал участие Рыбин.
Тем временем Ялтонский освободился из СИЗО. Но Устюжанин не захотел признавать его власть и снова переходить на вторые роли. Фриц же не собирался смириться с появлением конкурентной ОПГ. В октябре 2001 года Устюжанин пригласил
Ялтонского на крестины своего сына. Там Фрица напоили, после чего бандиты вывезли его на берег Ангары, убили, расчленили тело и сбросили в воду. Бандиты похитили принадлежавший убитому револьвер. Останки Ялтонского так и не были найдены.
Устюговская ОПГ контролировала предпринимателей в Ленинском районе Иркутска. Основной деятельностью банды был сбор «дани» с малого и среднего бизнеса, в том числе с таксистов и держателей продовольственных киосков. Группировка входила в более крупную иркутскую ОПГ, возглавляемую Евгением Ярцевым и Владимиром Пинигиным. Та, в свою, очередь, контролировалась Братской ОПГ — крупной и мощной межрегиональной преступной группировкой. Устюжанин имел прямой выход на отдельных лидеров Братской ОПГ. Часть доходов Устюжанин отдавал Ярцеву и Пинигину. Также Устюг согласовывал с Ярцевым все крупные преступления, которые задумывал.
Зимой 2003 года Ярцеву понадобился «КамАЗ», на который объявился покупатель. Ярцев отдал подчинённым Устюга приказ доставить ему товар. Участники банды не были профессиональными автоугонщиками, поэтому решили присвоить «КамАЗ» путём разбоя. На автостоянке в районе Селиванихи (где обычно находились машины, готовые к найму) бандиты выбрали «КамАЗ» с прицепом поновей, и договорились с водителем Трофимовым о якобы перевозке досок. Позже Окладчик сел с Трофимовым в машину и поехал в условленное место, где ждали другие участники банды. Неожиданно бандиты напали на водителя, избили резиновой дубиной, и, угрожая оружием, связали его. Потом двое участников банды поехали на «КамАЗе», а за ним следовала легковая автомашина, в которой сидел Окладчик. По дороге она отстала, и один из бандитов вышел из «КамАЗа», чтобы подождать сообщников. Трофимову удалось развязаться и вытолкнуть из кабины второго бандита, после чего водитель спешно поехал в милицию.
В 2003 году Ярцев по поручению одного из лидеров Братской ОПГ Геннадия Быля приказал Устюжанину убить генерального директора ООО «Технотранс» Мазова. В октябре того же года киллер по ошибке выстрелили из обреза в соседа Мазова по подъезду, который в это в время направлялся к своему автомобилю. Потерпевший, который был тяжело ранен, но выжил, выглядел и одевался примерно так же, как Мазов, к тому же он ходил за машиной в том же направлении. Бандиты, подготовившие новое покушение на Мазова, разработали два варианта отхода, в зависимости от того, каким путём должен будет пойти директор ООО «Технотранс». В ноябре Секлетин выстрелом в затылок убил Мазова. Вместе с Ивановым, который  страховал убийцу, Секлетин скрылся с места преступления на автомобиле, за рулём которого был Окладчик. Устюжанин, который платил своим боевикам столько, чтобы им хватало только на жизнь, заплатил киллерам за убийство Мазова две тысячи долларов на всех.
В сентябре 2004 года участники банды под угрозой применения физической силы потребовали от жителя Иркутска Говорина отдать им 100 тысяч рублей. Опасаясь за свою жизнь, Говорин вынужден был ежемесячно отдавать бандитам по пять тысяч рублей, пока один из участников группировки не был задержан в момент передачи очередной части денег.
Участники банды убили ещё двоих криминальных авторитетов — Ланковского и Элонского. А в 2005 году у Устюжанина возник конфликт с иркутским криминальным авторитетом Алтуховым. Лидер ОПГ решил расправиться с Алтуховым с особой жестокостью, он отдал своим подчинённым приказ взорвать дом криминального авторитета вместе с ним, его семьёй и соседями. Участники ОПГ приготовили тротиловые шашки, аммонит, капсюль-детонаторы и огнепроводный шнур. Банда вела наблюдение за Алтуховым около двух месяцев.

## Аресты, следствие и суд
В апреле 2005 года были задержаны Секлетин и Окладчик, в сентябре — Иванов, несколько дней спустя — Устюжанин.
На допросах участники банды отказывались говорить с оперативниками из-за страха перед местью Устюжанина. Они давали показания только по тем эпизодам, о которых правоохранительным органам было уже известно. Но постепенно они начали рассказывать о своём лидере. В августе этого же года были задержаны Ярцев и Пинигин.
Следствие по делу ОПГ длилось более двух лет. Уголовное дело банды Устюжанина составило 35 томов, по делу группировки проходили 87 свидетелей, причём многие из них изначально опасались давать показания. Было доказано более десяти совершённых бандитами преступлений, в том числе четыре убийства, разбой и попытка покушения на человека с использованием взрывчатки. В июле 2008 года участники банды были приговорены к различным срокам заключения.
2 марта 2010 года Иркутский областной суд на основании единогласного обвинительного вердикта присяжных заседателей вынес приговор в отношении семи участников Ярцевской ОПГ. Устюжанин был приговорён к 26 годам заключения в колонии строгого режима, Олег Секлетин — к 25 годам, Сергей Иванов — к 13, Николай Рыбин — к 11 годам, Эдуард Окладчик — к 8 годам тюрьмы.